# Redneck Zombies
Pour plus de détails, voir Fiche technique et Distribution.
Redneck Zombies est un film américain réalisé par Pericles Lewnes, sorti en 1987.

## Synopsis
Après avoir utilisé par erreur un baril de déchets radioactifs perdus dans les bois dans leur alambic, des rednecks mutent en zombies.

## Fiche technique
- Titre : Redneck Zombies
- Réalisation : Pericles Lewnes
- Scénario : Fester Smellman, Zoofeet et P. Floyd Piranha
- Musique : Adrian Bond
- Photographie : Ken Davis
- Montage : Edward Bishop
- Production : Edward Bishop, Pericles Lewnes, George Scott
- Société de production : Full Moon Pictures
- Société de distribution : Troma Entertainment (États-Unis)
- Pays d'origine :  États-Unis
- Format : Couleurs
- Genre : Comédie horrifique et science-fiction
- Durée : 83 minutes
- Dates de sortie : 
  -  États-Unis : 18 septembre 1987 (vidéo)

## Distribution
- Steve Sooy : malade mental
- Anthony M. Carr : gardien
- Keith Johnson : gardien
- Ken Davis : malade mental
- Stan Morrow : Dr Kildare
- Brent Thurston-Rogers : Dr Casey